# تاتیانا موراویووا
تاتیانا موراویووا (استونیایی: Tatjana Muravjova؛ زادهٔ ۱۳ ژانویهٔ ۱۹۴۹) سیاستمدار و نماینده سابق مجلس اهل استونی است.